# Vår Fru av Rosenkransens katolska församling
Vår Fru av Rosenkransens katolska församling är en romersk-katolsk församling i Karlstad. Församlingen tillhör Stockholms katolska stift.
År 1953 påbörjades i Karlstad ett försök att bilda en katolsk församling i Värmland. Redan året efter inköptes ett hus och ett kapell inreddes. En katolska församlingen bildades och kapellet invigdes 1954 av biskop Muller. Den 1 januari 1955 blev den hittillsvarande annexförsamlingen helt självständig under namnet Vår Fru av Rosenkransens katolska församling i Karlstad. Stig Söderberg blev församlingens förste kyrkoherde. Den omfattar fortfarande hela Värmland. År 1958 utökades kapellets storlek och har sedan renoverats i omgångar. 
Verksamhet bedrivs inte bara i Karlstad utan även i Arvika, Sunne, Torsby och i Kristinehamn.
Under perioden 1956–1983 bedrev dominikansystrar en mångskiftande verksamhet i staden. År 1983 flyttade de till Rättvik. 
Sedan 2014 används Vår Fru av Rosenkransens katolska kyrka som församlingens kyrka.